# 마크 베기치
마크 피터 베기치(영어: Mark Peter Begich, 1962년 3월 30일 ~ )는 미국의 정치인이다.
아버지 닉 베기치가 알래스카주 상원과 하원의원을 역임한 정치인이었으며, 1972년 비행기 사고로 실종되었다. 그리고 조카 닉 베기치 3세는 현재 미국 연방하원의원이다.

## 역대 선거 결과
| 선거명      | 직책명                      | 대수  | 정당   | 1차 득표율 | 1차 득표수 | 2차 득표율 | 2차 득표수 | 결과 | 당락                     |
| ----------- | --------------------------- | ----- | ------ | ---------- | ---------- | ---------- | ---------- | ---- | ------------------------ |
| 1994년 선거 | 앵커리지 시장               | 32대  | 무소속 | 19.58%     | 13,533표   | 41.60%     | 21,046표   | 2위  | 낙선                     |
| 1995년 선거 | 시의원 (앵커리지 제H선거구) | 24대  | 무소속 | 52.55%     | 4,657표    |            |            | 1위  | 앵커리지 시의원 당선     |
| 2000년 선거 | 앵커리지 시장               | 33대  | 무소속 | 40.26%     | 24,920표   | 48.18%     | 33,253표   | 2위  | 낙선                     |
| 2003년 선거 | 앵커리지 시장               | 34대  | 무소속 | 45.03%     | 28,604표   |            |            | 1위  | 앵커리지 시장 당선       |
| 2006년 선거 | 앵커리지 시장               | 34대  | 무소속 | 55.95%     | 39,468표   |            |            | 1위  | 앵커리지 시장 당선       |
| 2008년 선거 | 상원의원 (알래스카 제2부)   | 111대 | 민주당 | 47.77%     | 151,767표  |            |            | 1위  | 알래스카주 상원의원 당선 |
| 2014년 선거 | 상원의원 (알래스카 제2부)   | 114대 | 민주당 | 45.83%     | 129,431표  |            |            | 2위  | 낙선                     |
| 2018년 선거 | 알래스카 주지사             | 12대  | 민주당 | 44.41%     | 125,739표  |            |            | 2위  | 낙선                     |